# Koin
Pour les articles homonymes, voir Koin (homonymie).
Koin est un village du département et la commune urbaine de Toma, situé dans la province du Nayala et la région de la Boucle du Mouhoun au Burkina Faso.

## Géographie
Le village est traversé par la route nationale 21.

## Santé et éducation
La commune accueille un centre de santé et de promotion sociale (CSPS).